# Mastixis aonia
Mastixis aonia là một loài bướm đêm trong họ Noctuidae.